# Janneke Schopman
Johanna Dorotheo Maria "Janneke" Schopman (ur. 26 kwietnia 1977 w Haarlem) – holenderska hokeistka na trawie. Dwukrotna medalistka olimpijska.
Występuje w defensywie. W reprezentacji Holandii rozegrała ponad 170 spotkań. Brała udział w dwóch igrzyskach (IO 04, IO 08), na obu zdobywała medale: srebro w 2004 i złoto cztery lata później. Z kadrą brała udział m.in. w mistrzostwach świata w 2002 (srebro) i 2006 (tytuł mistrzowski) oraz kilku turniejach Champions Trophy (zwycięstwo w 2004, 2005, 2007) i mistrzostw Europy (złoto w 2005). Grała w HC Rotterdam, od 2004 jest zawodniczką Hockeyclub 's-Hertogenbosch.